# Betatron
Betatron (Joseph Slepian, 1922. i Rolf Widerøe, 1928.) tip je ubrzivača čestica u kojem se induciranim električnim poljem ubrzavaju elektroni. Inducirano električno polje stvara se promjenama magnetskoga toka u središnjem dijelu betatrona, a magnetsko polje prisiljava elektrone na gibanje po kružnim stazama unutar torusne vakuumske komore. Povećavanjem magnetskoga polja povećava se i energija elektrona, a polumjer elektronske staze ostaje približno stalan.

## Način rada betatrona
Zbog relativističkog povećanja mase, ciklotron nije prikladan za proizvodnju brzih zraka elektrona. Godine 1940. zamislio je Kerst uspješan aparat koji se osniva na Faradeyevu zakonu indukcije. Magnetsko polje H naglo se poveća i pri tom inducira jako električno polje E. Nastali električni vrtlog služi za ubrzanje elektrona. Naravno, kad bi na elektron djelovalo samo električno polje, on bi gotovo tangencijalno izletio iz aparata. No istodobno djeluje na elektron i jako magnetsko polje i ono sili elektron da se kreće po kružnici. U betatronu raste magnetsko polje tako da elektron pod djelovanjem obiju sila, induciranog električnog polja i sve jačeg magnetskog polja, opisuje približno jednu te istu kružnicu. Kad god elektron opiše kružnicu, dobije obrok energije:
{\displaystyle e\cdot \oint _{\mathcal {S}}{\vec {E_{s}}}\cdot \mathrm {d} {\vec {s}}=e\cdot {\frac {1}{c}}\cdot r^{2}\cdot \pi \cdot {\frac {\mathrm {d} }{\mathrm {d} t}}H}
Broj vrtnja može biti vrlo velik. Na taj način mogu se dobiti elektroni od 100 MeV, i više. 
Na sličan način radi sinkrotron koji služi za ubrzavanje teških čestica, u prvom redu protona, deuterij i alfa-čestica. Pomoću visokih električnih napona postizava se tu izvanredno snažan porast magnetskog polja. Električna čestica opet se približno kreće u kružnici, ali pri svakom okretaju zadobiva znatno veću energiju. Sinkrotronom mogu se doseći energije čestica kozmičkih zraka, i ti pokusi imaju odlučno značenje za razjašnjavanje kozmičkih zraka i nuklearnih sila.